# Mihraç Ural

Flagge der al-Muqāwama as-Sūriyya

Mihraç Ural, in Syrien auch unter dem Namen Ali al-Kayyali bekannt (arabisch علي الكيالي, DMG ʿAlī Al-Kayyālī; * 1956 in Hatay) ist ein regierungstreuer türkischer Milizenchef im syrischen Bürgerkrieg in der Region Latakia. Seine Miliz wurde 2012 gegründet und heißt in der Kurzform al-Muqāwama as-Sūriyya (arabisch المقاومة السورية ‚Syrischer Widerstand‘). Die vollständige Bezeichnung lautet al-Muqāwama as-Sūriyya – al-Dschabha asch-schaʿbiyya li-tahrīr liwā' Iskandarūn (Syrischer Widerstand – Volksfront zur Befreiung der Provinz İskenderun).

## Leben
In den 1970er Jahren war Ural ab 1976 Generalsekretär der 1975 gegründeten linksextremistischen Splittergruppe Acilciler, benannt nach einer damals erschienenen Schriftenreihe Die dringenden Probleme der Revolution in der Türkei (Türkiye devriminin acil sorunları), die einige Jahre nach dem Tod von Mahir Çayan und seinen Genossen aus der THKP-C hervorging und sich bis 1980 auflöste. Ural floh nach dem Militärputsch von 1980 aus der Türkei nach Syrien. Dort genoss er die Protektion von Dschamil al-Assad, dem jüngeren Bruder des damaligen Präsidenten Hafiz al-Assad, und heiratete dessen Sekretärin Malak Fadal.
Ural ist arabischer Herkunft und Nusairier. In Syrien nennt er sich Ali al-Kayyali. Ihm wird die Beteiligung an einem Massaker im Dorf Baida, nahe der Stadt Banyas vorgeworfen. Unmittelbar nach dem Massaker sprach er in einem Video über die Notwendigkeit die Region zu säubern. Zahlreiche Stimmen in der Türkei halten Ural für einen zwielichtigen Doppelagenten, der vielfach Menschen verraten hat. In der Presse wird er auch als Mitverantwortlicher für das Attentat in Reyhanli im Mai 2013 genannt, bei dem 50 Menschen starben. Ural seinerseits bezeichnete Israel als Drahtzieher des Terroranschlags.
Im syrischen Regierungsblatt Tishreen wurde Ural als Autor und strategischer Forscher bezeichnet. In der Zeitung führte er die missliche Lage Syriens darauf zurück, dass das Land sich seit einem halben Jahrhundert der imperialistischen Ausbeutung widersetze.
Am 29. März 2016 berichtete die Rebellengruppe Ahrar al-Scham, dass Ural durch Mörserbeschuss in der Provinz Latakia getötet worden sei. Al-Masdar News berichtete am 26. Oktober 2016, dass Ural den Attentatsversuch überlebt habe.
Ende Januar 2018 wurde Ural als Teilnehmer einer Syrien-Konferenz Russlands, der Türkei und des Iran in Sotschi gesehen. Die türkische Delegation forderte daraufhin Aufklärung vom russischen Verteidigungsministerium.